# جزونق
جزونق یک منطقهٔ مسکونی در ایران است که در دهستان دستجرده واقع شده‌است. جزونق ۵۲ نفر جمعیت دارد.